# Campionati del mondo di ciclismo su strada 2015 - Gara in linea femminile Junior
La gara in linea femminile Junior dei Campionati del mondo di ciclismo su strada 2015 si svolse il 25 settembre 2015 con partenza ed arrivo a Richmond, negli Stati Uniti, su un percorso totale di 64,8 km. La statunitense Chloe Dygert vinto la gara con il tempo di 1h42'16" alla media di 38,02 km/h; l'argento andò all'altra statunitense Emma White e il bronzo alla polacca Agnieszka Skalniak.
Presenti alla partenza 74 cicliste, di cui 67 arrivarono al traguardo.

## Classifica (Top 10)
| Pos. | Corridore          | Squadra       | Tempo    |
| ---- | ------------------ | ------------- | -------- |
| 1    | Chloe Dygert       | Stati Uniti   | 1h42'16" |
| 2    | Emma White         | Stati Uniti   | a 1'23"  |
| 3    | Agnieszka Skalniak | Polonia       | a 1'28"  |
| 4    | Yumi Kajihara      | Giappone      | a 1'41"  |
| 5    | Susanne Andersen   | Norvegia      | s.t.     |
| 6    | Elisa Balsamo      | Italia        | s.t.     |
| 7    | Grace Garner       | Gran Bretagna | s.t.     |
| 8    | Yara Kastelijn     | Paesi Bassi   | s.t.     |
| 9    | Jessica Pratt      | Australia     | s.t.     |
| 10   | Ida Jansson        | Svezia        | s.t.     |